# Чекан Станіслав Юліанович
Станіслав Юліанович Чекан (рос. Станисла́в Юлиа́нович Чека́н; 2 червня 1922, Ростов-на-Дону, Російська РФСР — 11 серпня 1994, Москва, Росія) — радянський російський актор. Заслужений артист Росії (1955)

## Життєпис
Навчався в Ростовському театральному училищі. Був актором фронтових театрів (1941—1945), Одеського (1945—1948) і Центрального (1948—1956) театрів Радянської армії. З 1958 р. працював у Центральній студії кіноактора.

## Фільмографія
Знімався у фільмах:
- 1956 — «На підмостках сцени» (Степан)
- 1957 — «Борець і клоун» (Іван Піддубний)
- 1961 — «Два життя» (Петренко)
- 1961 — «Життя спочатку»
- 1966 — «Ми, російський народ» (фельдфебель Варварін)
- 1962 — «Хід конем»
- 1968 — «Нові пригоди невловимих»
- 1968 — «Діамантова рука» (капітан міліції Михайло Іванович)

та в українських стрічках:
- 1947: Блакитні дороги
- 1951: «Тарас Шевченко» — візник
- 1962: «У мертвій петлі» — льотчик Єфімов),
- 1963: «Перший тролейбус» — (водій),
- 1965: «Дівча з буксира» — боцман
- 1965: «Іноземка» (епіз.),
- 1965: «Ескадра повертає на Захід» (Маршук),
- 1970: «Севастополь»,
- 1982: «Гонки по вертикалі» (т/ф, 3 с.) та ін.